# Anthony Quayle
John Anthony Quayle (Ainsdale, 7 de septiembre de 1913-Londres, 20 de octubre de 1989) fue un actor y director de teatro británico.

## Primeros años
Nacido en Ainsdale, Inglaterra, estudió en la Rugby School y en la Royal Academy of Dramatic Art de Londres. Tras actuar en el music hall, se unió al elenco del teatro Old Vic en 1932. Durante la Segunda Guerra Mundial fue oficial de la Armada y fue miembro de las Unidades Auxiliares. Posteriormente se sumó al Special Operations Executive y sirvió como oficial de enlace con los partisanos de Albania. En 1944 fue ayudante del Gobernador de Gibraltar. Describió sus experiencias en forma de ficción en el libro Eight Hours from England.

## Carrera
Entre 1948 y 1956 dirigió el Teatro Shakespeare Memorial, y dejó la base para la creación de la Royal Shakespeare Company. Entre los papeles de William Shakespeare que él mismo interpretó se incluyen Falstaff, Otelo, Benedicto en Mucho ruido y pocas nueces, Enrique VIII de Inglaterra, y Aarón en Tito Andrónico, junto a Sir Laurence Olivier. Además, fue Mosca en la obra de Ben Jonson Volpone, y también interpretó obras contemporáneas, como Long Day's Journey into Night de Eugene O'Neill.
Su primer papel para el cine fue breve y sin créditos en la película de 1938 Pigmalión. Posteriores interpretaciones cinematográficas fueron, entre otras, las que hizo en el film de Alfred Hitchcock The Wrong Man (1956), en Ice-Cold in Alex (1958), La gran aventura de Tarzán (1959), Los cañones de Navarone (1961) y en la película de David Lean Lawrence de Arabia (1962). Fue nominado a un Oscar al mejor actor de reparto en 1969 por su interpretación del cardenal Wolsey en Ana de los mil días. Hizo en varias ocasiones papeles de honrados oficiales británicos, aportando su propia experiencia durante la guerra y dando un grado de autenticidad a los personajes que no conseguían otros actores no combatientes. Uno de sus mejores amigos, de su época en el Old Vic, fue el actor Alec Guinness, con quien coincidió en varios filmes.
Quayle debutó en Broadway con la obra The Country Wife en 1936. Treinta y cuatro años más tarde, se ganó el aplauso de la crítica por su papel protagonista en la pieza de Anthony Shaffer Sleuth, por la cual ganó un premio Drama Desk.
Entre sus interpretaciones televisivas se incluye Armchair Theatre: The Scent of Fear (1959) para la cadena ITV, el papel principal en la serie de 1969 de la ITC Entertainment Strange Report y el papel del general Villers en la adaptación de 1988 de The Bourne Identity. También fue el narrador de la serie documental Reaching for the Skies.
Quayle fue nombrado caballero en 1985 y falleció en Londres en 1989 a causa de un cáncer de hígado. Se casó en dos ocasiones. Su primera esposa fue la actriz Hermione Hannen (1913-1983) y su segunda esposa y viuda la también actriz Dorothy Hyson (1914-1996). Con la última tuvo dos hijas, Jenny y Rosanna, y un hijo, Christopher.

## Premios y distinciones
Premios Óscar
| Año  | Categoría              | Película            | Resultado |
| ---- | ---------------------- | ------------------- | --------- |
| 1969 | Mejor actor de reparto | Ana de los mil días | Nominado  |